# 고치 대학 축구부

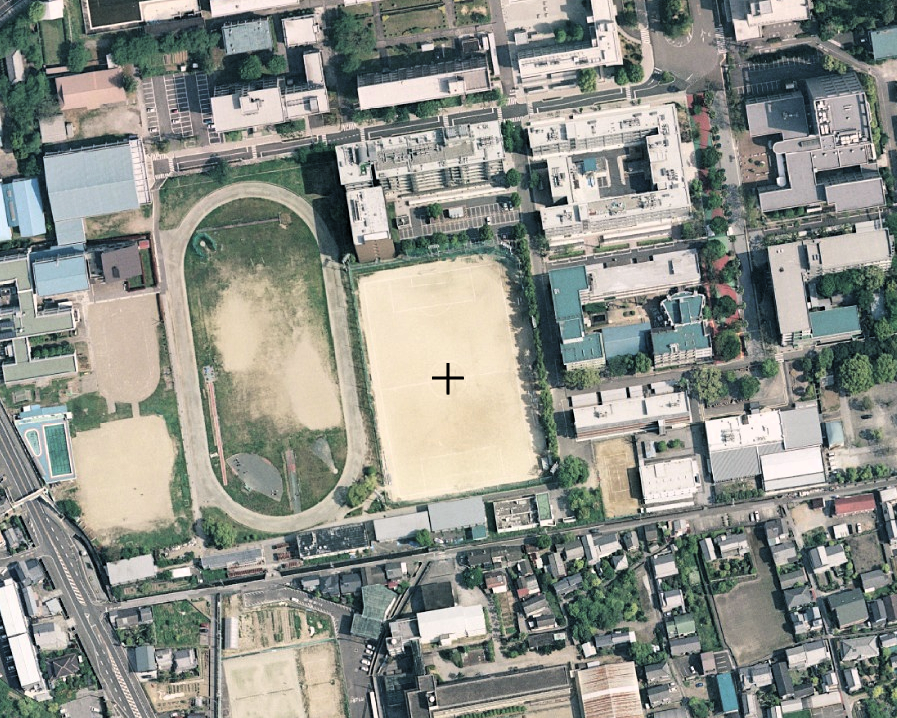
고치 대학의 축구장

고치 대학 축구부(こうちだいがく たいいくかい サッカーぶ)는 고치현 고치시에 있는 고치 대학의 축구부이다.
본 항목에서는, 실질적으로 고치 대학 축구부의 사회인 팀인 「 KUFC 난고쿠 」(ケイユーエフシーなんこく)에 대해서도 기재한다.

## 개요・역사
고치시 아케마치에 있는 아사쿠라 캠퍼스 내에서 활동을 하고 있다(의학부가 있는 난코쿠시시 오카토요 캠퍼스에는 별도로 「고치 대학 의학부 축구부」가 있다).
전일본 대학 축구 선수권 대회 (잉카레)는 1973년 11월에 개최된 제22회 대회가 첫 출전이였지만, 초전(1회전)에서 와세다 대학에 0-7로 대패했다. 당시는 야구부와 경기장을 공용하고 있어, 현의 사회인 팀에 큰 차이로 지는 일도 있었다. 그 후, 1978년에 요미우리 축구단에서의 재적 경험도 가진 노지 테루키가 교육 학부 조수로서 부임했다.  이후 38년간의 오랜 기간에 걸쳐 지도하여 전국적으로 유력한 대학 축구부로 키웠다 .
잉카레에서의 첫 승리는 1992년의 제41회 대회이며(1회전： 오사카 상업대학 ), 동대회에서는 베스트 4에 들어갔다. 한편 총리대신배 전일본대학 축구 토너먼트에서는 2009년 제33회 대회 에서 준우승 성적을 거두었다 .
천황배 전일본 축구선수권대회는 1986년도 제66회 대회가 첫 출전이며, 4번째 출전이 된 1996년도 제76회 대회 미야자키 교원 전에서 천황배 첫 승리를 꼽았다. 2006년 제86회 대회 2회전에서 당시 일본 풋볼 리그에 소속되었던 SC 돗토리 (현 가이나레 돗토리 )에 승리를 거두었다. 2010년 잉카레 에서는 3위에 입상했다.
2015년 8월, 고치현 축구 선수권 대회(겸 천황배 전일본 축구 선수권 대회 고치현 예선)에서 13년 연속 우승을 결정했다 . 2015년도 시코쿠대학 축구리그에서 우승해 22년 연속 우승을 이루며 11월에 열린 중국·시코쿠대학 리그 챔피언십에서도 승리해 연패를 달성했다.
2016년 3월 말에 전 보르시아 MG 유스 코치 하노버 96 스카우트의 경력을 지닌 카와다 나오히로 (고치 대학 지역 제휴 추진 센터 (특임 조교)가 코치에서 승격했다 .
2016년 7월 31일에 열린 제96회 천황배 전일본 축구 선수권 대회 고치현 대표 결정전에서는 고치 유나이티드 SC에 1-2로 패했다.
또 고치현 사회인 축구 리그에도 참전하고 있었지만, 2019년을 마지막으로 탈퇴했다.

## 주요 성적
- 총리대신배 전일본대학 축구 토너먼트
  - 준우승: 1회 (2009)
- 전일본 대학 축구 선수권 대회
  - 준우승: 3회 (1998, 2009, 2012)
- 고치현 축구 선수권 대회(겸 천황배 전일본 축구 선수권 대회 고치현 예선)
  - 우승: 18회 (1996, 1997, 2000, 2001, 2003-2015)
  - 준우승 : 1회 (2002)
- 시코쿠 대학 축구 리그
  - 우승：-회（1994-2015 외）
- 중국·시코쿠대학 리그 챔피언십
  - 우승:-회(2013-2015 외)
- 고치현 사회인 축구 리그
  - 우승：-회（2004-2016 외）

## KUFC 난고쿠
KUFC 난고쿠(ケイユーエフシーなんこく)는 고치 대학 체육회 축구부와 제휴 관계에 있던 고치 U 트러스터 FC가 2016년 2월에 아이고소 고치 (아이고소, 시코쿠 리그 소속)와 통합하여 고치 유나이티드 SC (고치 U)로 이행했을 때, 참가 선수 중에 「( J리그 가맹을 목표로 하는 고치 U에 합류하지 않고) 아마추어의 신분으로 앞으로도 시코쿠 리그에서의 '플레이를 계속하고 싶다'라는 선수가 많았기에, 2016년 3월 1일에 창설된 구단이다.
고치 대학 축구부의 OB·현역 부원(대학 축구부와의 이중 등록을 할 수 없기 때문에 “이적 가입” 취급)을 중심으로, U 호랑이로부터의 합류 선수 등으로 구성되어 있다. 형식상 팀 등록을 「U 호랑이의 팀명 변경」으로 했다(고치 U는 형식상 「아이고소의 팀명 변경」이라고 하고 있다) 때문에, 사실상의 신설 팀이면서 고치현 리그를 거치지 않고 갑자기 시코쿠 리그로부터의 참가가 가능해졌다 .

### 연도별 성적·역대 감독
| 연도 | 소속   | 순위                                      | 승점                                      | 경기                                      | 승                                        | 분                                        | 패배                                      | 득점                                      | 실점                                      | 차이                                      | 감독          |
| 2016 | 시코쿠 | 3위                                       | 27                                        | 14                                        | 9                                         | 0                                         | 5                                         | 36                                        | 20                                        | 16                                        | 히데야마 료타 |
| 2017 | 시코쿠 | 3위                                       | 23                                        | 14                                        | 7                                         | 2                                         | 5                                         | 29                                        | 29                                        | 0                                         | 히데야마 료타 |
| 2018 | 시코쿠 | 3위                                       | 31                                        | 14                                        | 10                                        | 1                                         | 3                                         | 48                                        | 14                                        | 34                                        | 나카타 류고   |
| 2019 | 시코쿠 | 3위                                       | 25                                        | 14                                        | 8                                         | 1                                         | 5                                         | 60                                        | 23                                        | 37                                        | 나카타 류고   |
| 2020 | 시코쿠 | 2위                                       | 18                                        | 7                                         | 6                                         | 0                                         | 1                                         | 26                                        | 4                                         | 22                                        | 오니시 토오루 |
| 2021 | 시코쿠 | 신형 코로나 바이러스의 영향으로 리그 중지 | 신형 코로나 바이러스의 영향으로 리그 중지 | 신형 코로나 바이러스의 영향으로 리그 중지 | 신형 코로나 바이러스의 영향으로 리그 중지 | 신형 코로나 바이러스의 영향으로 리그 중지 | 신형 코로나 바이러스의 영향으로 리그 중지 | 신형 코로나 바이러스의 영향으로 리그 중지 | 신형 코로나 바이러스의 영향으로 리그 중지 | 신형 코로나 바이러스의 영향으로 리그 중지 | 오니시 토오루 |
| 2022 | 시코쿠 | 3위                                       | 24                                        | 14                                        | 7                                         | 3                                         | 4                                         | 27                                        | 19                                        | 8                                         | 오니시 토오루 |

### 소속 선수・스탭
2022년

#### 스태프
| 직책     | 성명            | 전직                        | 비고      |
| 감독     | 오니시 토오루   | KUFC 난고쿠 선수            | 선수겸임  |
| 코치     | 마츠모토 켄신   | 고치 대학                   | 선수겸임  |
| 코치     | 츠카모토 씨     | 고치 유나이티드 SC 선수     | 선수겸임  |
| 코치     | 나카야마 카즈야 | 고치 유나이티드 SC 선수     | 선수겸임  |
| 트레이너 | 키노시타 유스케 | 고치 U 트러스터 FC 트레이너 | 대표 겸임 |

#### 선수
| Pos | No. | 선수명            | 전 소속              | 비고      |
| GK  | 3   | 후쿠시마 유쿄     | 고치 대학            |           |
| GK  | 24  | 시마모토 리오     | 고치 U 트러스터 FC   |           |
|     |     |                   |                      |           |
| DF  | 4   | 오카바야시 히토시 | 마쓰야마 대학        |           |
| DF  | 5   | 야마나카 마코토   | 고치 U 트러스터 FC   |           |
| DF  | 6   | 사카모토 창       | 고치 대학            |           |
| DF  | 11  | 츠카모토 씨       | 고치 유나이티드 SC   | 코치 겸임 |
| DF  | 22  | 일본              | 고치 유나이티드 SC   |           |
| DF  | 23  | 야마시타 히로키   | 도치기 시티 FC       |           |
| DF  | 27  | 우에다 이치호     | 경시청 축구부        |           |
| DF  | 29  | 나카야마 카즈야   | 고치 유나이티드 SC   | 코치 겸임 |
|     |     |                   |                      |           |
| MF  | 8   | 노무라 히데토     | 디아블로사 타카다 FC |           |
| MF  | 9   | 마츠모토 켄신     | 고치 대학            | 코치 겸임 |
| MF  | 13  |                   | NJ                   |           |
| MF  | 14  | 산노미야 야스히라 | 마쓰야마 대학        |           |
| MF  | 15  | 고토 쇼기         | 고치 대학            |           |
| MF  | 16  | 오키하라 오희     | 히로시마 수도 대학   |           |
| MF  | 17  | 나오에 유키       | 고치 대학            |           |
| MF  | 21  | 카타야마 료타로   | 환태평양대학         |           |
| MF  | 26  | 미타 타쿠토       | 오사카 상업 대학     |           |
|     |     |                   |                      |           |
| FW  | 7   | 출구 신이치로     | 고치 U 트러스터 FC   |           |
| FW  | 10  | 오니시 토오루     | 고치 U 트러스터 FC   | 감독 겸임 |
| FW  | 18  | 데이이 마사타로   | 고치 유나이티드 SC   |           |
| FW  | 19  | 우에다 야스로     | 고치 대학            |           |
| FW  | 20  | 하리마 에이지     | 고치 대학            |           |
| FW  | 25  | 도지 아야나리     | 고치 중앙 고등학교   |           |

### 유니폼
틀:ユニフォームの色

#### 클럽 컬러
- 빨강

1. ↑  「野地照樹さん 高知大学サッカー部監督」 朝日新聞、1992年12月06日、2016年4月1日閲覧
2. ↑  “高知大学サッカー部が第33回総理大臣杯全日本大学サッカートーナメントで準優勝!!” (PDF). 高知大学. 2012년 3월 6일. 2016년 8월 29일에 확인함.
3. ↑  “サッカー部が13年連続20回目の天皇杯出場を決めました”. 高知大学. 2015년 8월 24일. 2016년 8월 29일에 확인함.
4. ↑  “サッカー部が中国・四国大学リーグ チャンピオンシップで優勝”. 高知大学. 2015년 11월 16일. 2016년 8월 29일에 확인함.
5. ↑  “高知大サッカー部“全国区”に 野地監督「38年、感無量」 今月から総監督で「最後の仕事」／高知”. 《毎日新聞》. 2016년 4월 1일. 2016년 8월 28일에 확인함.[깨진 링크(과거 내용 찾기)]
6. ↑  宇都宮徹壱 (2016년 5월 17일). “合併した高知は脅威となったのか? FC今治、頂上決戦を2−1で制す”. 《スポーツナビ》. Yahoo! JAPAN. 2016년 8월 28일에 확인함.
7. ↑  “試合日程・結果 (四国リーグ)”. 《FC今治》. 2016년 4월 1일에 확인함.
8. ↑  中止時点で「5勝1分1敗・得点25・失点7」で暫定3位であった。